# Maďarská kinematografie
Maďarská kinematografie je souhrnné označení pro filmy natočené v Maďarsku.
První hraný film jménem Tanec vznikl v roce 1901. V roce 1917 vznikla společnost Corvin. Po druhé světové válce natočil Géza von Radványi válečné drama Někde v Evropě. V roce 1948 byla kinematografie znárodněná.
Mezi nejznámější současné maďarské režiséry patří Béla Tarr (* 1955) hlavně kvůli filmům Satanské tango (1994) a Turínský kůň (2011). V roce 2015 vyvolal velký ohlas film Lászla Nemese Saulův syn odehrávající se v Osvětimi. Film získal mj. Velkou cenu na festivalu v Cannes, Zlatý glóbus v kategorii nejlepší cizojazyčný film a cenu Oscar za nejlepší cizojazyčný film.